# (43955) Fixlmüller
(43955) Fixlmüller (nom international (43955) Fixmuller) est un astéroïde de la ceinture principale.

## Description
(43955) Fixlmüller est un astéroïde de la ceinture principale. Il fut découvert le 6 février 1997 à Linz par Erich Meyer et Erwin Obermair. Il présente une orbite caractérisée par un demi-grand axe de 2,37 UA, une excentricité de 0,04 et une inclinaison de 0,3° par rapport à l'écliptique.

## Compléments